# Dawid Szymonowicz
Dawid Szymonowicz (ur. 7 lipca 1995 w Lidzbarku Warmińskim) – polski piłkarz, występujący na pozycji obrońcy w Wieczystej Kraków.

## Kariera klubowa
Wychowanek Polonii Lidzbark Warmiński, jako junior występował też w DKS-ie Dobre Miasto i OKS-ie 1945 Olsztyn (przekształconym następnie w Stomil Olsztyn).
Do pierwszej drużyny Stomilu Olsztyn został włączony w sezonie 2012/2013. W I lidze zadebiutował 29 maja 2013 w wygranym meczu z Arką Gdynia (1:0), w którym zmienił w 87. minucie Piotra Łysiaka. Podstawowym zawodnikiem olsztyńskiego zespołu stał się w rundzie wiosennej sezonu 2013/2014. W sezonie 2014/2015, w którym pauzował przez kilka tygodni z powodu urazu więzadła pobocznego i torebki stawowej stawu kolanowego, rozegrał w I lidze 25 meczów, zdobywając dwa gole w spotkaniach z GKS-em Katowice (1:2; 18 października 2014) i Pogonią Siedlce (3:2; 31 marca 2015). W rundzie jesiennej sezonu 2015/2016 wystąpił w 17 meczach i strzelił dwie bramki.
W grudniu 2015 przeszedł na zasadzie transferu definitywnego do Jagiellonii Białystok, z którą podpisał czteroletni kontrakt. Kwota transferu wyniosła 350 tys. zł. W Ekstraklasie zadebiutował 28 lutego 2016 w wygranym meczu z Lechem Poznań (2:0), w którym zmienił w 90. minucie Konstantina Vassiljeva. Pierwszą bramkę w najwyższej klasie rozgrywkowej strzelił 1 maja 2016 w wygranym spotkaniu z Podbeskidziem Bielsko-Biała (3:2). Rundę wiosenną sezonu 2015/2016 zakończył z ośmioma występami i jednym golem w Ekstraklasie na koncie. W sezonie 2016/2017 rozegrał w lidze sześć meczów, wystąpił także w wygranym spotkaniu 1/16 finału Pucharu Polski z Cracovią (1:0; 9 sierpnia 2016).
6 września 2017 został wypożyczony do końca 2017 roku do słowackiego klubu FC ViOn Zlaté Moravce.
27 czerwca 2018 Szymonowicz został wypożyczony na rok do Termaliki Bruk-Bet Nieciecza.
20 sierpnia 2020 Jagiellonia Białystok wypożyczyła Szymonowicza do Cracovii do końca sezonu 2020/2021. Zadebiutował w barwach "Pasów" 22 sierpnia w pierwszej kolejce nowego sezonu, zmieniając Floriana Loshaja w 78. minucie wygranego 2–1 meczu z Pogonią Szczecin. 9 października zdobył swoje pierwsze trofeum w karierze, wygrywając Superpuchar Polski po serii rzutów karnych w meczu z Legią Warszawa (w regulaminowym czasie gry było 0:0). 18 maja 2021 odszedł z Cracovii. 
20 października 2021 został zawodnikiem Warty Poznań.

## Statystyki występów
| Klub                         | Sezon              | Liga               | Liga | Liga | Puchar Polski | Puchar Polski | Liga Europy | Liga Europy | Razem | Razem |
| Klub                         | Sezon              | Liga               | M    | B    | M             | B             | M           | B           | M     | B     |
| ---------------------------- | ------------------ | ------------------ | ---- | ---- | ------------- | ------------- | ----------- | ----------- | ----- | ----- |
| Stomil Olsztyn               | 2012/2013          | I liga             | 1    | 0    | 0             | 0             | –           | –           | 1     | 0     |
| Stomil Olsztyn               | 2013/2014          | I liga             | 11   | 0    | 1             | 0             | –           | –           | 12    | 0     |
| Stomil Olsztyn               | 2014/2015          | I liga             | 25   | 2    | 0             | 0             | –           | –           | 25    | 2     |
| Stomil Olsztyn               | 2015/2016 (j)      | I liga             | 17   | 2    | 2             | 0             | –           | –           | 19    | 2     |
| Stomil Olsztyn               | Ogólnie            | Ogólnie            | 54   | 4    | 3             | 0             | –           | –           | 57    | 4     |
| Jagiellonia Białystok        | 2015/2016 (w)      | Ekstraklasa        | 8    | 1    | –             | –             | –           | –           | 8     | 1     |
| Jagiellonia Białystok        | 2016/2017          | Ekstraklasa        | 6    | 0    | 1             | 0             | –           | –           | 7     | 0     |
| Jagiellonia Białystok        | 2017/2018          | Ekstraklasa        | 1    | 0    | 1             | 0             | 0           | 0           | 2     | 0     |
| Jagiellonia Białystok        | Ogólnie            | Ogólnie            | 15   | 1    | 2             | 0             | 0           | 0           | 17    | 1     |
| ViOn Zlaté Moravce           | 2017/2018 (j)      | Fortuna liga       | 12   | 0    | 0             | 0             | 0           | 0           | 12    | 0     |
| ViOn Zlaté Moravce           |                    |                    |      |      |               |               |             |             |       |       |
| Bruk-Bet Termalica Nieciecza | 2018/2019          | I liga             | 22   | 1    | 2             | 0             | 0           | 0           | 24    | 1     |
| Bruk-Bet Termalica Nieciecza |                    |                    |      |      |               |               |             |             |       |       |
| Raków Częstochowa            | 2019/2020 (j)      | Ekstraklasa        | 13   | 0    | 1             | 0             | 0           | 0           | 14    | 0     |
| Jagiellonia Białystok        | 2019/2020 (w)      | Ekstraklasa        | 7    | 0    | 0             | 0             | 0           | 0           | 7     | 0     |
| Cracovia                     | 2020/2021          | Ekstraklasa        | 24   | 1    | 4             | 0             | 0           | 0           | 28    | 1     |
| Ogólnie w karierze           | Ogólnie w karierze | Ogólnie w karierze | 147  | 7    | 22            | 0             | 0           | 0           | 169   | 7     |

## Kariera reprezentacyjna
We wrześniu i październiku 2015 wystąpił w czterech meczach reprezentacji Polski U-20 w ramach Turnieju Czterech Narodów.

## Sukcesy

### Cracovia
- Superpuchar Polski: 2020